# بيل سكوت
بيل سكوت (بالإنجليزية: Bill Scott)‏ هو عداء مسافات طويلة أسترالي، ولد في 8 فبراير 1952.

## وصلات خارجية
- بيل سكوت على موقع الاتحاد الدولي لألعاب القوى (الإنجليزية)
- بيل سكوت على موقع النتائج التاريخية لألعاب القوى الأسترالية (الإنجليزية)
- بيل سكوت على موقع رابطة إحصائيات سباق الطريق (الإنجليزية)
- بيل سكوت على موقع أوليمبيديا (الإنجليزية)